# 古阿雷克
古阿雷克（法語：Gouarec，法語發音：[ɡwaʁɛk]）是法国阿摩尔滨海省的一个市镇，位于该省西南部，属于甘冈区。

## 地理
古阿雷克（48°13'36"N, 3°10'51"W）面积6.41 平方千米，位于法国布列塔尼大區阿摩尔滨海省，该省份为法国西北部沿海省份，位于布列塔尼半岛北部，北濒大西洋英吉利海峡，西接菲尼斯泰尔省，南至莫尔比昂省，东临伊勒-维莱讷省。
与古阿雷克接壤的市镇（或旧市镇、城区）包括：普莱洛夫、普卢盖内韦勒、圣特雷菲娜、布拉韦河畔邦勒波。

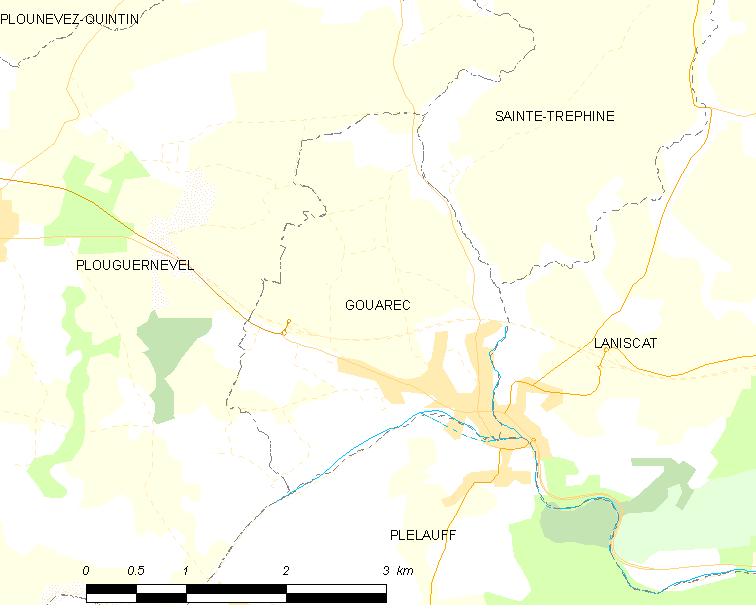
古阿雷克的OSM定位图

古阿雷克的时区为UTC+01:00、UTC+02:00（夏令时）。

## 行政
古阿雷克的邮政编码为22570，INSEE市镇编码为22064。

## 政治
古阿雷克所属的省级选区为罗斯特勒南县。

## 人口

1962-2008年间古阿雷克人口变化图示

古阿雷克于2022年1月1日时的人口数量为912人。